# Новострельцовка (Луганская область)
Новострельцовка (укр. Новострільцівка) — село в Меловском районе Луганской области Украины, административный центр Новострельцовского сельского совета.

## История
Поселение было основано у открытого в 1805 году конного завода, входило в состав Стрельцовской волости Старобельского уезда Харьковской губернии Российской империи.
В декабре 1917 года установлена Советская власть. Председателя ревкома П. А. Мальцева в 1918 году расстреляли белогвардейцы.
В 1924 году селение вошло в состав Меловского района Ворошиловградской области.
В ходе Великой Отечественной войны с лета 1942 до начала 1943 года находилось под немецкой оккупацией.
В 1968 году численность населения составляла 2678 человек, здесь находилась центральная усадьба конного завода № 60 (имевшего 10100 гектаров земель и подсобное хозяйство по выращиванию зерновых), действовали средняя школа, больница, библиотека и клуб.
В мае 1995 года Кабинет министров Украины утвердил решение о приватизации конного завода.
Население по переписи 2001 года составляло 926 человек.

## Транспорт
Находится на шоссе Старобельск — Меловое.

## Местный совет
92540, Луганська обл., Міловський р-н, с. Новострільцівка, вул. Леніна, 57  (укр.)